# آبشار شله بن

## مقدمه
آبشار شله بن طالقان در موقعیت جغرافیایی E5048 N3613 در استان البرز واقع است. آبشار شله بن که یکی از زیباترین آبشارهای طالقان است و دارای طبیعتی بکر و ناب است.

## مشخصات
این آبشار از قلل خسبان سرچشمه گرفته و سپس رودخانه خسبان رود را تشکیل می‌دهد. آبشار شلبن (شله بن) در شمال روستای خسبان در ۱۰ کیلومتری شمال شهرک طالقان واقع شده است و مناظر طبیعی اطراف آن بسیار زیباست. این آبشار از سه طبقه تشکیل شده و در مسیر دسترسی به آن می‌توان از کوچه باغ‌های قدیمی روستای خسبان نیز دیدن کرد.